# Амброзије Јанковић
Амброзије или Амвросије Јанковић (рођен око 1731. године у Сечују у Барањи, Угарска) био је српски сликар - иконописац, о коме нема много биографских података.

## Живот и дело
Школовао се у Сентандерји код будимског епископа Василија, а 1760. године се замонашио у манастиру Раковцу, који се налази у Срему и у коме стоји записано да је био уметник и иконописац и да је 1760. године примио 6 дуката награде, али се не зна где је и како научио сликарство. Зна се да је 1771. године погодио израду слике у трпезарији Врдничког манастира о Косовској бици, коју је сликао и завршио после четири године рада.
Амброзије Јанковић је био барокни сликар и има своје место у реду одличних српских уметника Јакова и Захарија Орфелина, Крачуна, Чешљара и других школованих сликара тога времена.